# Ipocrisia

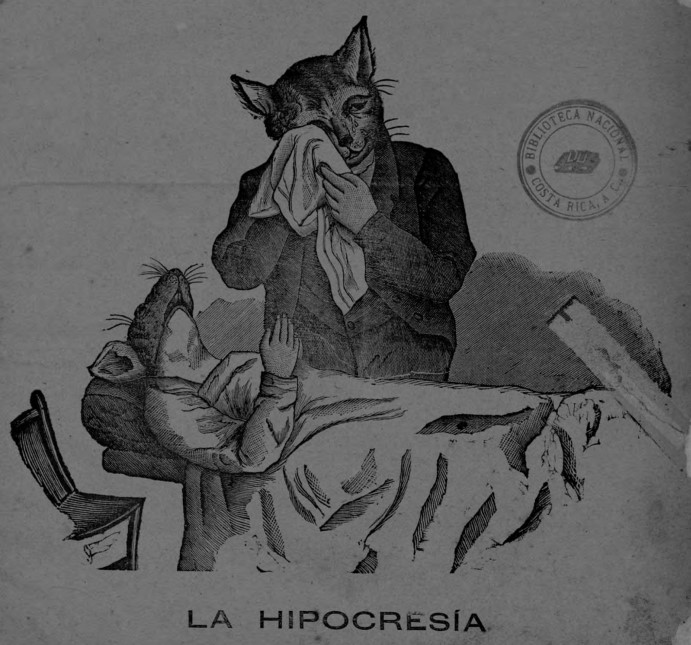
"L'ipocrisia": un'illustrazione del 1898 tratta dal periodico satirico politico costaricano El Cachiflín.

L'ipocrisia (dal greco ὑποκρίνομαι «fingere») è l'atteggiamento con cui si finge di avere sentimenti, opinioni, virtù o valori morali che in realtà non si hanno, di solito per trarre in inganno qualcuno sulle proprie reali intenzioni e trarne dei benefici personali.
Può essere intesa come la creazione di una falsa apparenza di virtù e bontà, l'atto di mentire consapevolmente per attirare favori sociali o l'atto di agire secondo principi che vengono criticati allo stesso tempo. Secondo la psicologia morale, è il mancato rispetto da parte di una persona delle regole e dei principi morali che esprime. L'ipocrisia può derivare dal desiderio di nascondere motivi o sentimenti reali agli altri. In molte lingue, un ipocrita è qualcuno che nasconde le proprie intenzioni e la vera personalità. Più che una mancanza di sincerità, è una mancanza di lealtà e rettitudine: se il bugiardo mente contro i fatti, l'ipocrita mente contro i suoi sentimenti.
È importante distinguere l'ipocrisia dalla semplice incapacità di una persona di acquisire o praticare le virtù da essa reputate utili, anche se la stessa, pur ritenendosi incapace di raggiungere tali obiettivi, può suggerire la via giusta agli altri. Ad esempio, una persona che abusa di alcool non può essere tacciata di ipocrisia se consiglia agli altri di non bere, a meno che essa non si professi costantemente sobria.

## Etimologia
La parola ipocrisia deriva dal greco ὑπόκρισις (hypokrisis), che significa "geloso", "recitazione", "codardo" o "dissimulazione". La parola ipocrita deriva dalla parola greca ὑποκριτής (hypokritēs), il sostantivo agentivo associato a ὑποκρίνομαι (hypokrinomai κρίση, "giudizio"» κριτική (kritikē), "critici") presumibilmente perché l'esecuzione di un testo drammatico da parte di un attore doveva comportare un certo grado di interpretazione o valutazione.
In alternativa, la parola è un amalgama del prefisso greco hypo-, che significa "sotto", e del verbo krinein, che significa "vagliare o decidere". Quindi il significato originale implicava una deficienza nella capacità di vagliare o decidere. Questa carenza, in quanto riguarda le proprie convinzioni e sentimenti, informa sul significato contemporaneo della parola.

## Psicologia dell'ipocrisia
In psicologia, il comportamento ipocrita è strettamente associato all'errore fondamentale di attribuzione, in cui l'individuo è portato a spiegare e giustificare il proprio comportamento come dovuto in gran parte a cause ambientali ed estranee, mentre attribuisce le azioni degli altri a caratteristiche innate.
Alcune persone ingenuamente commettono degli errori di valutazione riguardo ai propri comportamenti caratteriali, che proiettano negli altri, auto-ingannandosi. Secondo la psicologia di Jung, tali errori sono da attribuirsi a una scarsa conoscenza del lato oscuro del proprio subconscio.
L'ipocrisia psicologica è generalmente interpretata dai teorici come un meccanismo di difesa inconscio più che un inganno volontario.
Ipocrisia e incoerenza sono atteggiamenti molto simili tra loro e allo stesso tempo molto diversi: un ipocrita è colui che cerca di difendere le sue azioni con parole inadeguate e sconnesse con i fatti, l'incoerente è una persona indecisa perché afflitta da una situazione esterna (es. bisogna scegliere di seguire il cuore o la testa) e molto spesso fa la scelta sbagliata quindi è costretto a voltarsi indietro (metaforicamente parlando) per seguire l'altra strada anche se consapevole che all'errore commesso non si rimedia.

## Storia
L'ipocrisia divenne un argomento importante nella storia politica inglese all'inizio del XVIII secolo. Il Toleration Act del 1689 consentiva alcuni diritti, ma lasciava i protestanti anticonformisti (come congregazionalisti e battisti) privati di diritti importanti, compreso quello di ricoprire cariche. I non conformisti che volevano una carica prendevano ostentatamente il sacramento anglicano una volta all'anno per evitare le restrizioni. Gli anglicani della High Church furono indignati e bandirono quella che chiamavano "conformità occasionale" nel 1711 con l'Occasional Conformity Act 1711. Nelle controversie politiche che utilizzavano sermoni, discorsi e guerre di opuscoli, sia alti ecclesiastici che anticonformisti attaccavano i loro oppositori come insinceri e ipocriti, oltre che pericolosamente zelanti, in contrasto con la loro stessa moderazione.
Nel suo famoso libro Fable of the Bees (1714) l'autore inglese Bernard Mandeville (1670–1733) ha esplorato la natura dell'ipocrisia nella società europea contemporanea. Da un lato Mandeville era un erede "moralista" dell'agostinismo francese del secolo precedente, che considerava la socialità una mera maschera della vanità e dell'orgoglio. Dall'altro era un "materialista" che ha contribuito a fondare l'economia moderna. Ha cercato di dimostrare l'universalità degli appetiti umani per i piaceri corporali. Ha sostenuto che gli sforzi degli imprenditori egoisti sono la base dell'emergente società commerciale e industriale, una linea di pensiero che ha influenzato Adam Smith (1723-1790) e l'utilitarismo del XIX secolo. La tensione tra questi due approcci modella ambivalenze e contraddizioni - riguardanti il potere relativo di norme e interessi, la relazione tra motivazioni e comportamenti e la variabilità storica delle culture umane. Nell'Illuminismo del XVIII secolo, le discussioni sull'ipocrisia erano comuni nelle opere di Voltaire, Rousseau e Montaigne.
Nell'era dal 1750 al 1850, gli aristocratici Whigs in Inghilterra si vantavano della loro speciale benevolenza per la gente comune. Affermavano di guidare e consigliare iniziative di riforma per prevenire gli scoppi di malcontento popolare che hanno causato instabilità e rivoluzione in tutta Europa. Tuttavia i critici conservatori e radicali accusarono i Whigs di ipocrisia, sostenendo che stavano usando deliberatamente gli slogan della riforma e della democrazia per salire al potere preservando la loro preziosa esclusività aristocratica.
Nel frattempo, un flusso costante di osservatori dal continente ha commentato la cultura politica inglese. Gli osservatori liberali e radicali hanno notato il servilismo delle classi inferiori inglesi, l'ossessione che tutti avevano per rango e titolo, la stravaganza dell'aristocrazia, un presunto anti-intellettualismo e un'ipocrisia pervasiva che si estendeva in aree come la riforma sociale.

### Stati Uniti
Nelle battaglie di propaganda della seconda guerra mondiale, il Giappone attaccò l'ipocrisia americana sottolineando l'ingiustizia dei campi di prigionia per giapponesi negli Stati Uniti. Radio Tokyo ha sottolineato che i campi hanno rivelato l'ipocrita pretesa americana agli ideali democratici e al fair play. La propaganda citava padri fondatori americani, fonti neutre e opinioni dissenzienti dei principali giornali americani. Anche Radio Tokyo ha utilizzato fonti fittizie. Ha proclamato la superiorità morale del Giappone mentre minacciava di maltrattare i prigionieri di guerra americani per rappresaglia.
Lo storico americano Martin Jay in The Virtues of Mendacity: On Lying in Politics (2012) esplora il modo in cui gli scrittori nel corso dei secoli hanno trattato l'ipocrisia, l'inganno, l'adulazione, la menzogna e l'inganno, la calunnia, i falsi pretesti, il vivere di gloria presa in prestito, il mascheramento, le convenzioni dell'occultamento, la recitazione davanti agli altri e le arti della dissimulazione. Presume che la politica valga la pena, ma poiché è inevitabilmente legata alla menzogna e all'ipocrisia, Jay conclude che mentire non deve essere poi così male.

## Codici morali e religiosi
Molti sistemi di credenze condannano l'ipocrisia.

## Psicologia
L'ipocrisia è stata a lungo oggetto di interesse per gli psicologi.

### Carl Jung
In Svizzera Carl Jung (1875-1961) attribuiva l'ipocrisia a coloro che non sono consapevoli del lato oscuro o oscuro della loro natura. Jung ha scritto:
Ogni individuo ha bisogno di rivoluzione, di divisione interiore, di rovesciamento dell'ordine esistente e di rinnovamento, ma non imponendoli ai suoi vicini sotto il manto ipocrita dell'amore cristiano o del senso di responsabilità sociale o di uno qualsiasi degli altri begli eufemismi per pulsioni inconsce al personale energia.

Jung continuò: 
È in ogni caso un vantaggio essere in pieno possesso della propria personalità, altrimenti gli elementi repressi affioreranno solo come un ostacolo altrove, non solo in qualche punto non importante, ma proprio nel punto in cui siamo più sensibili. Se le persone possono essere educate a vedere chiaramente il lato oscuro della loro natura, si può sperare che impareranno anche a capire e ad amare meglio i loro simili. Un po' meno ipocrisia e un po' più di conoscenza di sé non possono che avere buoni risultati nel rispetto del prossimo; poiché siamo tutti troppo inclini a trasferire ai nostri simili l'ingiustizia e la violenza che infliggiamo alla nostra stessa natura.
In New Paths in Psychology Jung si riferiva esplicitamente alle "pretese ipocrite dell'uomo". "L'analisi dei sogni sopra ogni altra cosa svela senza pietà la moralità bugiarda e le pretese ipocrite dell'uomo, mostrandogli, per una volta, l'altro lato del suo carattere nella luce più vivida". Jung omise questa caratterizzazione dal suo successivo saggio Psicologia dell'inconscio, che si sviluppò dal primo.

### Preferenza per ciò che non richiede sforzo
Niccolò Machiavelli ha osservato che "la massa dell'umanità accetta ciò che sembra come ciò che è; anzi, spesso è toccata più da vicino dalle apparenze che dalle realtà". Il modo migliore per coltivare una reputazione di equità è essere davvero onesti. Ma poiché è molto più difficile essere giusti che sembrare giusti, e poiché la pigrizia è insita nella natura umana, gli esseri umani scelgono più spesso l'apparenza rispetto alla realtà.

### Autoinganno
"Una cosa così conveniente è essere una creatura ragionevole, poiché consente di trovare o fare una ragione per tutto ciò che si ha in mente di fare." L'osservazione di Benjamin Franklin è stata confermata da recenti studi sull'autoinganno.
Gli esseri umani prendono una posizione, cercano prove che la supportino, quindi, se trovano qualche prova - sufficiente perché la posizione "abbia senso" - smettono del tutto di pensare (la "regola di arresto sensata"). E, quando spinti a produrre prove reali, tendono a cercare e interpretare "prove" che confermano ciò in cui già credono (il "bias di conferma").
Inoltre, gli esseri umani tendono a pensare molto bene a se stessi, evidenziando punti di forza e risultati e trascurando debolezze e fallimenti (il "pregiudizio egoistico"). Quando viene chiesto di valutare se stessi in base a virtù, abilità o altri tratti desiderabili (inclusi etica, intelligenza, capacità di guida e abilità sessuali), una grande maggioranza afferma di essere al di sopra della media. Potere e privilegio amplificano la distorsione: il 94% dei professori universitari pensa di svolgere un lavoro superiore alla media. Questo effetto è più debole nei paesi asiatici e in altre culture che valorizzano il gruppo più del sé.

### Ignoranza di sé
Robert Wright ha scritto che "gli esseri umani sono una specie splendida nella loro gamma di equipaggiamenti morali, tragici nella loro propensione a farne un uso improprio e patetici nella loro costituzionale ignoranza dell'uso improprio". Gli esseri umani sono molto bravi a sfidare le convinzioni di altre persone, ma quando si tratta delle proprie convinzioni, tendono a proteggerle, non a sfidarle. Una scoperta coerente della ricerca psicologica è che gli esseri umani sono abbastanza accurati nelle loro percezioni degli altri, ma generalmente imprecisi nelle loro percezioni di se stessi. Gli esseri umani tendono a giudicare gli altri dal loro comportamento, ma pensano di avere informazioni speciali su se stessi - che sanno come sono "veramente" dentro - e quindi trovano senza sforzo modi per spiegare gli atti egoistici e mantenere l'illusione di essere migliori di altri.

## Psicologia sociale
Gli psicologi sociali hanno generalmente considerato l'ipocrisia come un esempio di incoerenza attitudinale e/o comportamentale. Di conseguenza, molti psicologi sociali si sono concentrati sul ruolo della dissonanza nello spiegare l'avversione degli individui al pensiero e al comportamento ipocrita. Gli individui sono motivati a evitare posizioni ipocrite al fine di prevenire lo stato pulsionale negativo della dissonanza. Ad esempio, uno studio basato sulla dissonanza sull'uso dei preservativi tra i giovani adulti ha mostrato che l'ipocrisia indotta può portare a un aumento dell'acquisto e dell'uso dei preservativi.
In alternativa, alcuni psicologi sociali hanno suggerito che gli individui vedano l'ipocrisia in modo negativo perché suggerisce che gli ipocriti stanno fornendo un falso segnale riguardo alla loro bontà morale.

## Filosofia
L'ipocrisia è stata un argomento intermittente di interesse per i filosofi almeno dai tempi di Machiavelli. Le questioni filosofiche sollevate dall'ipocrisia possono essere ampiamente suddivise in due tipi: metafisico/concettuale ed etico. La maggior parte dei commenti filosofici sull'ipocrisia si occupa delle questioni etiche che solleva: l'ipocrisia è moralmente sbagliata o cattiva? Se lo è, c'è qualcosa di decisamente discutibile al riguardo o può essere facilmente riassunto in una categoria più ampia di condotta moralmente discutibile, ad esempio l'inganno? L'ipocrisia è necessaria o desiderabile per il bene di certe attività preziose, in particolare la politica?.
In epoca moderna, l'ipocrisia è emersa come un punto focale nelle discussioni filosofiche sull'etica della colpa. Sembra che anche se una persona ha violato qualche norma morale ed è sinceramente biasimevole per averlo fatto, è aperta a loro contestare la colpa che le è stata rivolta sulla base del fatto che è ipocrita; un'espressione tipica di questa idea è la frase: "Non hai il diritto di biasimarmi!". Di conseguenza, alcuni filosofi sostengono che per avere la posizione o il diritto di incolpare gli altri, la propria colpa non deve essere ipocrita. Le difese di questa posizione si sono solitamente concentrate sulla connessione tra ipocrisia ed equità: l'idea di base è che l'ipocrita colpevole in qualche modo non riesce a trattare l'obiettivo della sua colpa come un pari morale. Altre spiegazioni proposte includono l'idea che stare in una comunità morale richieda una reciproca disponibilità ad accettare la colpa, una disponibilità che manca agli ipocriti. Patrick Todd sostiene che tutti e solo coloro che si impegnano a rispettare le norme pertinenti possiedono la posizione da biasimare, e gli ipocriti mancano di impegno nel senso pertinente. Altri filosofi rifiutano del tutto la condizione di "non ipocrisia" sulla posizione in piedi. In genere, questi filosofi non negano che a volte l'erroneità dell'ipocrisia può superare il diritto di un aspirante colpevole di incolpare gli altri; ma insisteranno sul fatto che questo non è sempre il caso, e alcuni ipocriti hanno una posizione da biasimare. RA Duff suggerisce che alla base del disaccordo tra questi due punti di vista c'è un disaccordo sulla dimensione e la portata della comunità morale, mentre Kyle Fritz e Daniel Miller suggeriscono che il rifiuto della condizione di "non ipocrisia" riflette un'incapacità di distinguere tra il diritto di colpa e il valore della colpa.
La definizione stessa di ipocrisia è la questione fondamentale delle discussioni filosofiche relativamente nuove sull'ipocrisia. Le prime risposte tendevano a concentrarsi sulle qualità ingannevoli o incoerenti dell'ipocrisia. Per Eva Kittay, ad esempio, l'attributo fondamentale degli ipocriti è "l'inganno autoreferenziale" e per Gilbert Ryle, essere ipocriti significa "cercare di apparire stimolati da un motivo diverso dal proprio reale motivo". Dal punto di vista di Dan Turner, al contrario, la caratteristica fondamentale è "conflitto o disparità" tra gli atteggiamenti di una persona, dove questo può o meno comportare l'inganno. Bela Szabados e Daniel Statman sostengono che l'autoinganno è l'attributo caratteristico della "varietà da giardino di ipocrisie". Roger Crisp e Christopher Cowten identificano quattro tipi di ipocrisia: pretesa di bontà morale, critica morale degli altri da parte di coloro che possiedono difetti propri, incapacità di soddisfare requisiti morali auto-riconosciuti e un impegno compiacente e irriflessivo a virtù finte o predicate. Ciò che unifica questi tipi è un "metavizio", una mancanza di "serietà morale". Più recentemente, alcuni filosofi - in particolare Benjamin Rossi, Fritz e Miller - hanno definito l'ipocrisia in termini di disposizioni a incolpare gli altri o ad ammettere l'adesione a determinate norme insieme a una riluttanza ad accettare la colpa degli altri o ad incolpare se stessi. Il "Commitment Account of Hypocrisy" di Rossi affronta casi paradigmatici di ipocrisia che il "Differential Blaming Disposition Account" di Fritz e Miller non include.

## Vantaggi
Sebbene ci siano molti aspetti negativi dell'ipocrisia, possono esserci anche dei benefici. Ci sono anche vantaggi nell'ignorarla. La teorica politica Judith N. Shklar sostiene che, in "Let Us Not Be Hypocritical", siamo fin troppo ansiosi di interpretare anche piccole deviazioni dalle convinzioni professate dai nostri avversari come ipocrisia, piuttosto che comprensibili imperfezioni e debolezze a cui tutti sono inclini.

Il giornalista politico Michael Gerson osserva che "c'è spesso un inganno ipocrita coinvolto nei negoziati politici e diplomatici, che generalmente iniziano con richieste di principio non negoziabili che vengono negoziate nel processo di ricerca di un compromesso". Gerson conclude: 
l'ipocrisia è inevitabile e necessaria. Se alle persone fosse richiesto, in ogni momento, di essere all'altezza degli ideali di onestà, lealtà e compassione affinché quegli ideali possano esistere, non ci sarebbero ideali. Essere una persona morale è una lotta in cui tutti falliscono ripetutamente, diventando ipocriti in ciascuno di quei momenti. Una società giusta e pacifica dipende da ipocriti che alla fine si sono rifiutati di abbandonare gli ideali che tradiscono.